# Maluso
Maluso (Bayan ng Maluso, Basilan) är en kommun i Filippinerna. Kommunen ligger på ön Basilan, och tillhör provinsen Basilan. Folkmängden uppgår till 40 646 invånare år 2015.

## Barangayer
Maluso är indelat i 20 barangayer.
| - Abong-Abong - Batungal - Calang Canas - Guanan North (Zone I) - Guanan South (Zone II) - Limbubong - Mahayahay Lower (Zone I) - Muslim Area - Port Holland Zone I Pob. - Port Holland Zone II Pob. | - Port Holland Zone III Pob. - Port Holland Zone IV (Lower) - Townsite (Pob.) - Taberlongan - Fuente Maluso - Tamuk - Tubigan - Mahayahay Upper (Zone II) - Port Holland Zone V - Upper Garlayan |